# Kommissar Dupin: Bretonischer Stolz
Kommissar Dupin – Bretonischer Stolz ist ein deutscher Spielfilm aus dem Jahr 2017. Der Kriminalfilm basiert auf dem Roman Bretonischer Stolz – Kommissar Dupins vierter Fall von Jean-Luc Bannalec. Er ist nach Bretonische Verhältnisse, Bretonische Brandung und Bretonisches Gold der vierte von inzwischen zwölf Bänden der Krimireihe um Kommissar Dupin, die bereits für das Fernsehen verfilmt wurden. Am 2. März 2017 wurde der Film im Fernsehen (ARD) ausgestrahlt.

## Handlung
Während Georges Dupin auf dem Weg zu einer Weiterbildung ist, erreicht ihn die Nachricht von einem Leichenfund. Da ihm dies wichtiger erscheint als eine langweilige Veranstaltung, kehrt er um. Am Tatort angekommen ist jedoch keine Leiche mehr vorhanden. Dupins Mitarbeiter Kadeg bezweifelt, dass es überhaupt einen Vorfall gab, denn aufgrund eines starken Gewittergusses gibt es fast keine Spuren. Dupin entdeckt dennoch Schuhabdrücke und eine verlorene Halskette mit einem keltischen Anhänger. Ein Auto, das in der Nähe auf einem Parkplatz steht und das niemand abzuholen scheint, führt die Ermittler dann zu Ryan McKenzie, der aus Schottland angereist war und nun verschwunden ist. Schon am nächsten Tag wird ein weiterer Schotte tot aufgefunden und diesmal lässt die Spurenlage darauf schließen, dass die beiden Männer miteinander Streit hatten und dass Seamus Smith von McKenzie erschlagen wurde, bevor dieser selbst zum Opfer wurde. Doch noch immer ist dessen Leiche nicht aufgetaucht. Das letzte Ziel im Navigationsgerät von McKenzie's Wagen führt zu dem Austernzüchter Baptiste Kolenc. Er führt den Betrieb gemeinsam mit seiner Tochter Louann, die seit einigen Jahren ihren Beruf für den Familienbetrieb aufgegeben hat. Bei einer ersten Befragung gibt Kolenc an, den Schotten vor zwei Monaten auf einer Austernausstellung kennengelernt zu haben. Dupin findet aber heraus, dass die beiden sich schon viel länger kennen müssen. Für weitere Recherchen schickt er seinen Mitarbeiter Riwal nach Schottland, was die Ermittlungen allmählich voranbringt. Demnach gab es 1981 einen Bankraub, an dem sowohl McKenzie als auch Smith beteiligt waren und dafür eine längere Haftstrafe verbüßen mussten, während ihr Komplize mit der Beute entkam. Riwal entdeckt in McKenzie's Wohnung eine Zeitschrift, aus der ersichtlich ist, dass er dort diesen Komplizen vor wenigen Monaten wiedererkannt hat. Dieser hat sich unter dem Namen Baptiste Kolenc in Frankreich niedergelassen, wo ihn McKenzie ausfindig gemacht hatte. Dupin will Kolenc zur Rede stellen, doch trifft er ihn auf dem Anwesen nicht an. Dafür findet er hier die Leiche von McKenzie. Kolenc wird an der Küste aufgegriffen, wo er drohte ins Meer zu springen, woran man ihn aber hindern kann. Derweil gibt Louann Kolenc zu, für den Tod von McKenzie verantwortlich zu sein. Dieser hätte seinen Anteil aus dem Bankraub gefordert, was ihr Betrieb jedoch nicht verkraftete und sie ihn hätten verkaufen müssen. Deshalb wollte sie auf dem Parkplatz noch einmal mit ihm reden, doch er sei zudringlich geworden und in ihrer Not hätte sie, am Boden liegend, nach einem Stein gegriffen und zugeschlagen. Ihr Vater hätte ihr dann geholfen die Leiche wegzuschaffen.

## Hintergrund
Bretonischer Stolz ist eine Produktion der filmpool fiction GmbH (Produzenten: Iris Kiefer, Mathias Lösel) im Auftrag der ARD Degeto für Das Erste. Als Regisseur wurde Thomas Roth verpflichtet. Das Drehbuch schrieb Clemens Murath. Die Redaktion lag bei Katja Kirchen (ARD Degeto).
Die Dreharbeiten fanden an Originalschauplätzen in der Bretagne statt.

## Kritik
Tilmann P. Gangloff meinte bei tittelbach.tv: „Mit ‚Bretonischer Stolz‘, dem vierten Film der Reihe, hat sich Kommissar Dupin zum aktuell wohl besten Donnerstagskrimi im ‚Ersten‘ entwickelt. Gemeinsam mit der nächsten Episode, ‚Bretonische Flut‘, beweist die Reihe, wie atmosphärisch vielfältig die Adaptionen der Bücher von Jean-Luc Bannalec sein können. Der erste der beiden neuen Filme imponiert durch großartiges Handwerk, einen namhaften Cast & eine vielschichtige Geschichte: Ein vermeintlicher Eifersuchtsmord entpuppt sich als Fortsetzung eines Jahrzehnte zurück liegenden Verbrechens. Bildgestaltung, Schauspielerführung, Musik sind ausgezeichnet.“
Der Deutsche Filmdienst urteilte: „Eine verschwundene männliche Leiche in den Dünen der Bretagne regt den Ehrgeiz des eigenwilligen Ermittlers Dupin an, der bald auf einen zweiten Toten stößt. Überzeugt, dass ein Zusammenhang zwischen den Ermordeten und zwei seltsamen Einheimischen besteht, forscht er weiter, obwohl er damit seine Karriere aufs Spiel setzt. Stimmungsvoller (Fernsehserien-)Krimi mit hervorragenden Schauspielern und ambitionierter Gestaltung, wobei der ins beste Licht gesetzte Schauplatz atmosphärisch geschickt eingebunden wird.“